# Visuals
Visuals — некомерційний український медіа-проект зі створення та поширення інфографіки на актуальні для України теми. Функціонує у форматі сторінок в соцмережах Twitter та Facebook. Частина матеріалів проекту виходить англійською мовою.

## Назва
З моменту заснування проект називався «Infographics (UA)». 4 листопада 2015 року назву змінено на «Visuals».

## Історія
Проект виник у січні 2015 року в розпал російської збройної агресії проти України. Головні теми, що висвітлюються на майданчиках проекту — ситуація на Сході України, окупація Криму, стан впровадження реформ в Україні, українські політика та економіка, російська інтервенція до Сирії, міжнародна політика, резонансі події в Україні та за її межами.
У жовтні 2015 року розпочато співпрацю з міжнародною волонтерською групою Inform Napalm, яка допомагає перекладати інфографіку на різні мови. Також спільно з ІнформНапалмом створено інфографіку, що містить особисті дані екіпажів російської авіації, яка бомбардує сирійські міста.